# ایروماسیو

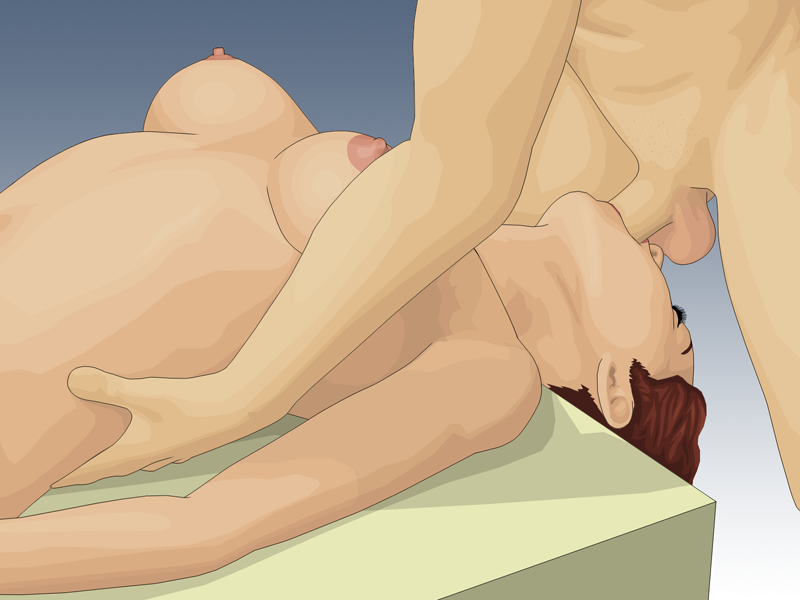
تصویری از زنی که توسط مردی ایروماسیون یا دهان‌گایش می‌شود

ایروماسیو (به انگلیسی: Irrumatio) (همچنین به عنوان ایرومیشن (به انگلیسی: irrumation) یا به زبان عامیانه جنسی دهان‌گایش شناخته می‌شود) شکلی از آمیزش جنسی دهانی است که در آن فردی آلت تناسلی خود را در دهان شخص دیگری فرومی‌کند، برخلاف ساک‌زدن که آلت تناسلی به‌طور فعال به صورت دهانی توسط شریک جنسی تحریک می‌شود. تفاوت عمدتاً در این است که کدام طرف نقش فعال را برعهده دارد. از طرفی، ایروماسیو همچنین می‌تواند به تکنیک جنسی هل دادن، لغزاندن و فشار دادن آلت تناسلی بین ران‌های شریک جنسی (لاپایی) هم اشاره داشته باشد.
در واژه‌نامه جنسی روم باستان، ایروماسیو نوعی تجاوز جنسی دهانی (os impurum) است که در آن مردی آلت تناسلی خود را به زور به دهان شخص دیگری، معمولاً یک زن، فرومی‌کند. انجام ایروماسیو به همراه استفراغ اجباری در برخی از محتوای پورنوگرافی اینترنتی نیز وجود دارد، که تا حدی به خاطر اثر شوک‌آور آن و نیز به عنوان یک شکل از تحقیر کردن محبوب شده است.

## انواع
ایروماسیو، با دو روش انجام می‌پذیرد: روش نفوذی و غیر نفوذی

### روش نفوذی
این عمل با انجام حرکات فشاری فعال آلت تناسلی به داخل دهان و گلوی شریک جنسی در حین اجرای آمیزش جنسی دهانی انجام می‌شود. ایروماسیوی دهانی شبیه به خایه‌لیسی است.
همانند ساک‌زنی، ایروماسیو و خایه‌لیسی برای کنترل ارگاسم مرد و رسیدن به انزال استفاده می‌شود. این عمل می‌تواند به عنوان پیش آماده‌سازی برای آمیزش جنسی واژنی یا مقعدی نیز به کار رود. با این حال، اگر با ساک‌زنی کمتر تهاجمی مقایسه شود، شریک جنسی گیرنده ممکن است مشکلاتی را در هنگام ورود آلت تناسلی در دهان و گلو تجربه کند. به ویژه، حس آزار و اذیت، بروز حساسیت، نشت بزاق، بروز حرکت‌های استفراغی، دشواری در تنفس و غیره.
روش‌های غلبه بر این مشکلات برای شریک جنسی گیرنده پیشنهاد شده‌اند:
- استفاده از به اصطلاح «استاپر»، به شکل قرار دادن کف دست دور بخش پایینی آلت تناسلی به گونه‌ای که شریک جنسی گیرنده بتواند میزان نفوذ آلت تناسلی به گلویش را کنترل کند.
- شریک جنسی فعال در هنگام انجام این عمل، وقفه‌هایی برای بازیابی تنفس شریک جنسی گیرنده داشته باشد.
- شریک جنسی گیرنده به کمک مسواک، پیش از انجام این عمل، گلوی خود را برای مقابله با حرکت‌های استفراغی آماده کند.

ایروماسیو می‌تواند در وضعیت‌های مختلفی اجرا شود:
- شریک جنسی گیرنده خوابیده به پشت روی تخت با سری که از لبه تخت آویزان است. (در تصویر)
- شریک جنسی گیرنده در برابر شریک جنسی فعال زانو زده است.

در حین آمیزش جنسی دهانی، ساک‌زنی و ایروماسیو ممکن است جایگزین یکدیگر شوند. و در واقع، در انگلستان امروزی تفاوت بین ساک‌زنی و ایروماسیو از بین رفته است، چون گاهی ساک‌زنی می‌تواند به شکل ایروماسیو درآید. اصطلاح آخر از استفاده گسترده خارج شده است.

## ریشه‌شناسی و تاریخچه
اسم‌های انگلیسی irrumatio و irrumation و فعل irrumate از فعل لاتین irrumāre به معنی رابطهٔ جنسی دهانی مردانهٔ اجباری (به صورت مفعولی) گرفته شده است. جی.ال. بوتریکا، در بررسی‌اش بر روی ویراست ار. دبلیو. هوپر از مجموعه شعرهای پریاپوس، که به زبان لاتین Priapeia شناخته می‌شوند، بیان می‌کند که «برخی از رفتارهای جنسی رومیان، مانند irrumatio، فاقد معادل‌های ساده‌ای به زبان انگلیسی هستند».
در میان زبان‌شناسان گمانه‌زنی‌هایی وجود دارد، که هنوز به نتیجه‌ای قطعی نرسیده، مبنی بر اینکه irrŭmātio ممکن است با کلمهٔ لاتین rūmen, rūminis، به معنای گلو و مری، که از آن با واژه ‘ruminate’ به معنای «نشخوار کردن» است پیوند خورده و مرتبط باشد، بنابراین به معنی «فروکردن در گلو» خواهد بود. دیگران آن را با rūma یا rūmis، کلمهٔ منسوخ برای پستان، پیوند می‌زنند، که در آن صورت به معنای «شیر دادن»، «مکیدن (شیر)» خواهد بود. (مقایسه کنید با کلمهٔ fellō، که در اصل به معنای «مکیدن (شیر)» بود پیش از آنکه معنای جنسی‌اش را به دست آورد)
با توجه و استناد به گفته‌های بوتریکا و مقاله‌ای از دبلیو. آ. کرنکل، ایروماسیو (irrumatio) یک عمل جنسی متمایز در روم باستان بود. جی.ان. آدامز بیان می‌کند که «شوخی معمول این بود که از ایروماسیو به عنوان روشی برای بستن دهان کسی یاد می‌شد». آمیزش جنسی دهانی به عنوان عملی ناپاک در نظر گرفته می‌شد: دهان وظیفهٔ مشخصی به عنوان ارگان سخنوری داشت، همان‌طور که در یونان، برای مشارکت در حوزهٔ عمومی مرکزی، در جایی که قدرت‌های گفتاری اهمیت زیادی داشتند؛ بنابراین، نفوذ به دهان می‌توانست نشانگر تمایز قدرت عظیم درون یک رابطه تلقی شود. هنر اروتیک از پمپئی، ایروماسیو را همراه با گاییدن (fututio)، ساک‌زنی (fellatio)، کانیلینگوس و پدیکاسیو یا آمیزش جنسی مقعدی نشان می‌دهد. نقاشی‌های دیواری باقی‌مانده که آمیزش جنسی صریح را به تصویر می‌کشند، غالباً به نظر می‌رسد که در حمام‌ها و روسپی‌خانه‌ها بوده‌اند، و به دلیل سطح پایین طبقه اجتماعی آنها آمیزش جنسی دهانی معمولاً با زنان روسپی انجام می‌شد. کریگ ای. ویلیامز استدلال می‌کند که ایروماسیو به عنوان عملی تحقیرآمیز در نظر گرفته می‌شد، حتی بیشتر از تجاوز مقعدی. اس. تارکوفسکی بیان می‌کند که، با وجود محبوبیت، این عمل به عنوان عملی خصمانه تصور می‌شد، «مستقیماً از یونانی‌ها گرفته شده، آنجا که مردان یونانی با خشونت، شخص را وادار به ساک‌زدن زوری می‌کردند». علاوه بر این، همان‌طور که ای. ریچلین در مقاله‌ای در مجله تاریخ جنسی نشان داده است، ایروماسیو به عنوان «تجاوز جنسی دهانی» هم پذیرفته شده بود، همچنین یک عمل تنبیهی علیه همجنسگرایی. کتولوس دو دوستی را که به او توهین کرده‌اند با هر دو ایروماسیو (آمیزش جنسی دهانی) و پدیکاسیو (آمیزش جنسی مقعدی) در آواز ۱۶ خود تهدید می‌کند، اگرچه استفاده از آن ممکن است به معنای تهدید تحت اللفظی «برو به جهنم» باشد، تا یک تهدید واقعی.
در زبان انگلیسی امروزی، واژه «ساک‌زنی» (fellatio) به ایروماسیو (irrumatio) گسترش یافته و از این رو، واژه دوم از استفاده گسترده خارج شده است. همچنین، ایروماسیو امروزه ممکن است به عنوان «ساک‌زنی اجباری» یا «تجاوز جنسی دهانی» نامیده شود. اغلب در زبان انگلیسی امروزی، مخصوصاً در زمینه‌های غیر از تجاوز، اصطلاح “face fucking” به معنی «دهان‌گایش» استفاده می‌شود.
یکی دیگر از مترادف‌های ایروماسیو «تجاوز مصری» یا به سادگی «مصری» است؛ این به دوران جنگ‌های صلیبی بازمی‌گردد، زمانی که مملوک‌ها متهم شده بودند که اسیران مسیحی را به انجام این کار مجبور می‌کردند.

## قوم‌شناسی
سفال‌های اروتیک پرو از تمدن موچه نشان دهنده شکلی از ساک‌زدن در گلدان‌هایی است که اعمال جنسی را نشان می‌دهد. گلدان‌های رنگی را در Checan (عشق!) دکتر Rafael Larco-Hoyle که در دو نسخه فرانسوی و انگلیسی توسط Éditions Nagel در ژنو چاپ شده است را ببینید: (ژنو، ۱۹۶۵، صفحات ۳۰–۳۳ و ۱۳۳–۱۳۵). این عمل را واقعاً باید ایروماسیو تلقی کرد.

## در فرهنگ
به نظر مگی پیلی، که در «کتاب آلت تناسلی مرد» بیان کرده است، برخی از شرکای فعال در آمیزش جنسی، آمیزش دهانی به شکل ایروماسیو را به عنوان راهی برای برتری جُستن در نزد خود می‌بینند، و باور دارند که چنین عملی نوعی تسلط بر شریک جنسی خود به دلیل تسلیم ظاهری او است؛ شریکِ گیرنده اغلب هنگام انجام این عمل در مقابل شریک فعال زانو زده است. مفهوم رومی این نوع از آمیزش جنسی نیز نشان می‌دهد که شریک مرد در آمیزش جنسی ایروماسیو بیشتر از ساک‌زنی (fellatio)، دارای نقش مسلط است و او به راحتی می‌تواند این نوع از آمیزش جنسی را به صورت فعال و با فروکردن آلت تناسلی به صورت عمیق در گلو انجام دهد.

## کتابشناسی
- Legman, G. Oragenitalism: Oral Techniques in Genital Excitation. New York, Julian Press, 1969.